# Joeropsis bicarinata
Joeropsis bicarinata är en kräftdjursart som beskrevs av Just 200. Joeropsis bicarinata ingår i släktet Joeropsis och familjen Joeropsididae. Inga underarter finns listade i Catalogue of Life.